# Élite: historias breves
Élite: historias breves es una miniserie española de Netflix, derivada de la serie de televisión Élite. La serie fue estrenada del 14 al 17 de junio de 2021 y renovada para una segunda temporada del 15 al 23 de diciembre de 2021. Está producida por Zeta Ficción TV y creada también por Carlos Montero y Darío Madrona, y dirigida por Dani de la Orden y Jorge Torregrossa, para ampliar el universo narrativo de la serie original.
Formada por cuatro historias de tres partes cada una, la primera temporada de Élite: historias breves narra el verano de los protagonistas de Élite. Los jóvenes, alejados del colegio, deben aprender a convivir con los fantasmas del pasado y la incertidumbre de empezar un curso diferente en Las Encinas. El argumento transcurre tras el final de la tercera temporada y antes de comenzar la acción de la cuarta temporada.
En octubre de 2021, la serie fue renovada por una segunda temporada, que contará con tres historias que narran cómo los alumnos celebran la Navidad alejados de Las Encinas. 
La serie está protagonizada por Miguel Bernardeau, Georgina Amorós, Claudia Salas, Omar Ayuso, Arón Piper e Itzan Escamilla, a los que se añade la vuelta de Ester Expósito, Mina el Hammani y Jorge Clemente. En la segunda temporada, Manu Ríos, Carla Díaz, Martina Cariddi, Pol Granch se unen a Amorós, Salas, Ayuso e Escamilla, y además se incorpora Àlex Monner como fichaje externo de la ficción Élite.

## Sinopsis

### Primera temporada
Tras el asesinato de Polo, cuatro historias transcurren durante el verano. Los jóvenes, alejados del colegio, deben aprender a convivir con los fantasmas del pasado y la incertidumbre de empezar un curso diferente en Las Encinas. Rebe organiza una fiesta íntima en su nueva casa, pero la situación se torna dramática cuando las drogas y algunos visitantes inesperados entran en escena. Mientras que Nadia regresa a España para la boda de su hermana, no sabe si quiere ver a Guzmán. Por otro lado Ander ahora que el cáncer está en remisión, decide pasar el verano junto con Alexis, su compañero de quimio, y ayudarlo a atravesar el tratamiento. Mientras que Samuel intenta llevar a cabo un gran gesto romántico para convencer a Carla de que no se vaya a Londres.

### Segunda temporada
Alejados del colegio, durante las vacaciones de invierno, tres nuevas historias transcurren mientras celebran la Navidad los alumnos de Las Encinas. Justo cuando Cayetana está intentando olvidarse de su exnovio con la ayuda de su nuevo amigo Felipe, el príncipe reaparece en su vida y Samuel está a punto de perder la casa de su infancia, y Omar le propone una idea atractiva para recaudar dinero. Mientras que El viaje de Patrick a una cabaña en el bosque durante las fiestas tiene consecuencias inesperadas y, sobre todo, trascendentales.

## Reparto
- Miguel Bernardeau como Guzmán Nunier (temporada 1)
- Claudia Salas como Rebeka Parrilla
- Georgina Amorós como Cayetana Grajera
- Mina El Hammani como Nadia Shanaa (temporada 1)
- Omar Ayuso como Omar Shanaa
- Arón Piper como Ander Muñoz (temporada 1)
- Jorge Clemente como Alexis Fernández (temporada 1)
- Ester Expósito como Carla Rosón (temporada 1)
- Itzan Escamilla como Samuel García
- Pol Granch como Phillipe Von Triesenberg (temporada 2)
- Rachel Lascar	como Estefanía von Triesenberg (temporada 2)
- Celia Sastre como Lara (temporada 2)
- Àlex Monner como Felipe (temporada 2)
- Iván Pellicer como Beni (temporada 2)
- Diego Martín como Benjamín Blanco (temporada 2)
- Manu Ríos	como Patrick Blanco (temporada 2)
- Carla Díaz como Ari Blanco (temporada 2)
- Martina Cariddi como Mencía Blanco (temporada 2)

## Episodios

### Primera temporada (2021)
| Historia | Parte | Título              | Dirigido por      | Escrito por    | Fecha de lanzamiento original |
| -------- | ----- | ------------------- | ----------------- | -------------- | ----------------------------- |
| 1        | 1–3   | «Guzmán Caye Rebe»  | Dani de la Orden  | Carlos Montero | 14 de junio de 2021           |
| 2        | 4–6   | «Nadia Guzmán»      | Dani de la Orden  | Carlos Montero | 15 de junio de 2021           |
| 3        | 7–9   | «Omar Ander Alexis» | Jorge Torregrossa | Darío Madrona  | 16 de junio de 2021           |
| 4        | 10–12 | «Carla Samuel»      | Jorge Torregrossa | Carlos Montero | 17 de junio de 2021           |

### Segunda temporada (2021)
| Historia | Parte | Título                 | Dirigido por            | Escrito por    | Fecha de lanzamiento original |
| -------- | ----- | ---------------------- | ----------------------- | -------------- | ----------------------------- |
| 5        | 13–15 | «Phillipe Caye Felipe» | Lucía Alemany           | Carlos Montero | 15 de diciembre de 2021       |
| 6        | 16–18 | «Samuel Omar»          | Lucía Alemany           | Carlos Montero | 20 de diciembre de 2021       |
| 7        | 19–21 | «Patrick»              | Eduardo Chapero-Jackson | Carlos Montero | 23 de diciembre de 2021       |

## Producción
El 13 de mayo se anuncia que Élite tendrá el primer spin-off producido en la historia de Netflix, una miniserie titulada Élite: historias breves, con cuatro historias que constan de tres partes cada uno, que se estrenan del 14 al 17 de junio de 2021. El 27 de octubre de 2021 se confirma que la miniserie tendrá una segunda temporada de 9 capítulos, formados por tres nuevas historias que se estrenarán del 15 al 23 de diciembre de 2021.

### Casting
El 13 de mayo de 2021, se anunció que Ester Expósito y Mina El Hammani regresan a la serie para aparecer en la serie derivada, donde se une también el actor Jorge Clemente, quien ya había aparecido en el reparto secundario de la tercera temporada. El elenco de Élite: historias breves lo completan en su primera temporada Miguel Bernardeau, Itzan Escamilla, Aron Piper, Omar Ayuso, Claudia Salas y Georgina Amorós. Fariba Sheikhan, cuyo personaje había sido mencionado en la primera temporada de la serie original, se incorpora como parte del reparto secundario En la segunda temporada se incorpora Alex Monner como fichaje externo de la ficción Élite, donde Manu Ríos, Carla Díaz, Martina Cariddi y Pol Granch se unen a los veteranos Georgina Amorós, Claudia Salas, Omar Ayuso e Itzan Escamilla. Iván Pellicer y Celia Sastre se unen como parte del reparto secundario de la segunda temporada de la miniserie.

### Rodaje
El rodaje de la miniserie comenzó el 9 de octubre de 2020, en mitad de la pandemia por el COVID-19. Para la producción y desarrollo de este contenido se recuperó gran parte del equipo técnico y artístico que había trabajado en las tres primeras temporadas de Élite, para dotarlo de uniformidad estilística y asegurarse altos estándares de calidad. De esta manera, la dirección de producción, dirección artística, jefatura de sonido, vestuario y maquillaje recae sobre el equipo que ya había trabajado anteriormente en la serie original.